# Ugia navana
Ugia navana là một loài bướm đêm trong họ Erebidae.